# Thomas Binn Geschichte

Thomas Binn im Lieferwagen

## Thomas Binn
Thomas Binn ist ein ehemaliger Sozialpädagoge, Filmemacher und Fotograf aus Kevelaer, Nordrhein-Westfalen. Bekannt wurde er durch seine Arbeit in schulischen Projekten und Freizeitprogrammen für Kinder, geriet aber später in die Schlagzeilen aufgrund seiner Verurteilung wegen sexuellen Missbrauchs von Minderjährigen.

## Frühes Leben und Ausbildung
Thomas Binn wurde in Deutschland geboren. Nach einer Ausbildung zum Kachel- und Luftheizungsbauer entschied er sich für ein Studium in den Niederlanden, das er 2004 als Diplom-Sozialpädagoge mit dem Schwerpunkt Audiovisuelle Medien abschloss. Während des Studiums beschäftigte er sich intensiv mit medienpädagogischen Methoden und der Dokumentation von Kinder- und Jugendprojekten.

## Berufliche Tätigkeit
Seit 2003 war Binn als freier Autor, Fotograf und Filmemacher tätig. Er produzierte Kurzfilme, Dokumentationen und Fotoprojekte, häufig in Kooperation mit Schulen und sozialen Einrichtungen. Binn engagierte sich besonders in Projekten zur Inklusion und Integration von Kindern, darunter das Projekt Ich Du Inklusion an einer Grundschule in Uedem. In Interviews erklärte er, dass seine Zusammenarbeit mit Schulleitern und Lehrkräften entscheidend dafür war, dass ihm Zugang zu den Projekten gewährt wurde.

## Engagement in Schulen und Ferienprojekten
Binn arbeitete über Jahre als freier Pädagoge in Grundschulen und organisierte Ferienfreizeiten, Workshops und medienpädagogische Projekte. Er leitete Film- und Fotoprojekte, bei denen Kinder die Möglichkeit hatten, ihre Perspektiven auf Schule, Freizeit und Gemeinschaft kreativ darzustellen. Diese Projekte wurden teilweise als Langzeitdokumentationen konzipiert, um Entwicklungen von Kindern über mehrere Jahre festzuhalten.

## Strafverfahren
Im Februar 2020 begann vor dem Landgericht Kleve ein Prozess gegen Thomas Binn wegen mehrfachen sexuellen Missbrauchs von Kindern. Der Angeklagte bekannte sich in zahlreichen Fällen schuldig, darunter schwerer sexueller Missbrauch und versuchte sexuelle Übergriffe. Die Taten erstreckten sich von 1998 bis 2002. Zu den Opfern gehörten sowohl sein Neffe als auch Kinder, die an von ihm organisierten Freizeitprogrammen teilgenommen hatten.
Während einer Hausdurchsuchung wurden 27 kinderpornografische Bilder bei Binn gefunden, was die Schwere der Anschuldigungen untermauerte. Der Prozess wurde vor der Jugendschutzkammer des Landgerichts Kleve geführt, wobei detaillierte Zeugenaussagen und Gutachten zur Beurteilung der Beweislage herangezogen wurden.

## Urteil und Konsequenzen
Thomas Binn wurde zu einer Freiheitsstrafe von 3 Jahren und 9 Monaten verurteilt. Den betroffenen Familien wurde Schmerzensgeld in Höhe von jeweils 1.000 Euro zugesprochen.
Die öffentliche Wahrnehmung und die Reaktionen der Institutionen waren deutlich. Der Kreis Kleve ließ eine Imagebroschüre einziehen und vernichten, die Fotos von Binn enthielt, um das Vertrauen der Öffentlichkeit in die Region zu schützen.

## Rezeption und Diskussion
Der Fall führte zu intensiven Diskussionen über den Schutz von Kindern in schulischen Projekten und Freizeitangeboten. Fachverbände und Medien hoben hervor, dass sorgfältige Prüfungen von Pädagogen, die direkten Kontakt zu Minderjährigen haben, essenziell sind. Gleichzeitig wurde über medienpädagogische Projekte und deren Sicherheitsrichtlinien diskutiert, insbesondere wie Projekte besser überwacht und kontrolliert werden können, um Missbrauch zu verhindern.
Der Fall Binn wurde in regionalen Medien ausführlich dokumentiert und zeigt die Herausforderungen auf, die entstehen, wenn pädagogisches Engagement mit medienpädagogischen Projekten verbunden wird.